# Orchestra Filarmonica del Lussemburgo
L'Orchestra Filarmonica del Lussemburgo (Lussemburghese: Lëtzebuerger philharmoneschen Orchester, Francese :Orchestre philharmonique du Luxembourg), abbreviata in OPL, è un'orchestra sinfonica con sede nella città di Lussemburgo, Lussemburgo. L'orchestra si era esibita  precedentemente al Grand Théâtre de la Ville de Luxembourg e al Conservatorio del Lussemburgo. La sua sede attuale è la Philharmonie Luxembourg, una grande sala da concerto inaugurata nel 2005 nel quartiere di Kirchberg, nel nord-est della città.

## Storia
L'orchestra fu fondata nel 1933 come orchestra interna della RTL Radio, chiamata Grand orchestre symphonique de RTL (Grande orchestra sinfonica della RTL); Henri Pensis fu il suo fondatore e primo direttore musicale. Dopo la sua prima permanenza dal 1933 al 1939, Pensis andò in esilio negli Stati Uniti a causa della seconda guerra mondiale. Tornò in Lussemburgo nel 1946 per riprendere la direzione dell'orchestra. Dopo la morte di Pensis nel 1958 Carl Melles fu il direttore musicale dell'orchestra nel 1958. Louis de Froment divenne in seguito direttore musicale e ricoprì il ruolo dal 1958 al 1980. Leopold Hager subentrò a Froment nel 1981 e prestò servizio per 15 anni fino al 1996.
In seguito alla privatizzazione del 1991 della Compagnie Luxembourgeoise de Radiodiffusion, nel 1995, RTL decise di non rinnovare il suo contratto con l'orchestra. Successivamente il governo lussemburghese istituì la Fondazione Henri Pensis per consentire all'orchestra di continuare la sua esistenza. Nel 1996 l'orchestra acquisì il suo nome attuale sotto i suoi nuovi auspici.
Il quinto direttore musicale dell'orchestra, David Shallon, morì improvvisamente nel 2000 mentre era in tournée in Giappone. Bramwell Tovey diventò direttore musicale nel settembre 2002 e ricoprì la carica fino al 2006. L'orchestra nominò Emmanuel Krivine come direttore musicale a partire dalla stagione 2005-2006. Nel maggio 2009 Krivine estese il suo contratto con l'orchestra fino alla stagione 2014-2015. Krivine concluse il suo mandato con l'orchestra alla fine della stagione 2014-2015. Nel giugno 2014 fu annunciata la nomina di Gustavo Gimeno come suo successivo direttore principale, a partire dalla stagione 2015-2016, con un contratto iniziale di 4 anni. Nel marzo 2017 l'orchestra annunciò l'estensione del contratto di Gimeno fino alla stagione 2021-2022.

## Direttori musicali
- Henri Pensis (1933-1939; 1946-1958)
- Carl Melles (1958)
- Louis de Froment (1958-1980)
- Leopold Hager (1981-1996)
- David Shallon (1997-2000)
- Bramwell Tovey (2002-2006)
- Emmanuel Krivine (2006–2015)
- Gustavo Gimeno (2015–presente)

## Discografia scelta
- Debussy - La Mer. Gustavo Gimeno, Orchestra Filarmonica del Lussemburgo. Pentatone PTC 5186627 (2018).
- Stravinsky - La sagra della primavera. Gustavo Gimeno , Orchestra Filarmonica del Lussemburgo. Pentatone PTC 5186650 (2018).
- Mahler - Sinfonia n. 4. Gustavo Gimeno, Miah Persson, Orchestra Filarmonica del Lussemburgo. Pentatone PTC 5186651 (2018).
- Ravel - Dafni e Cloe. Gustavo Gimeno, Orchestra Filarmonica del Lussemburgo, WDR Rundfunkchor Köln. Pentatone PTC 5186652 (2017).
- Shostakovich - Sinfonia n. 1 e altri lavori. Gustavo Gimeno, Orchestra Filarmonica del Lussemburgo. Pentatone PTC 5186622  (2017).
- Bruckner - Sinfonia n. 1 e 4 Orchestral Pieces. Gustavo Gimeno, Orchestra Filarmonica del Lussemburgo. Pentatone PTC 5186613 (2017).